# Sceptridium

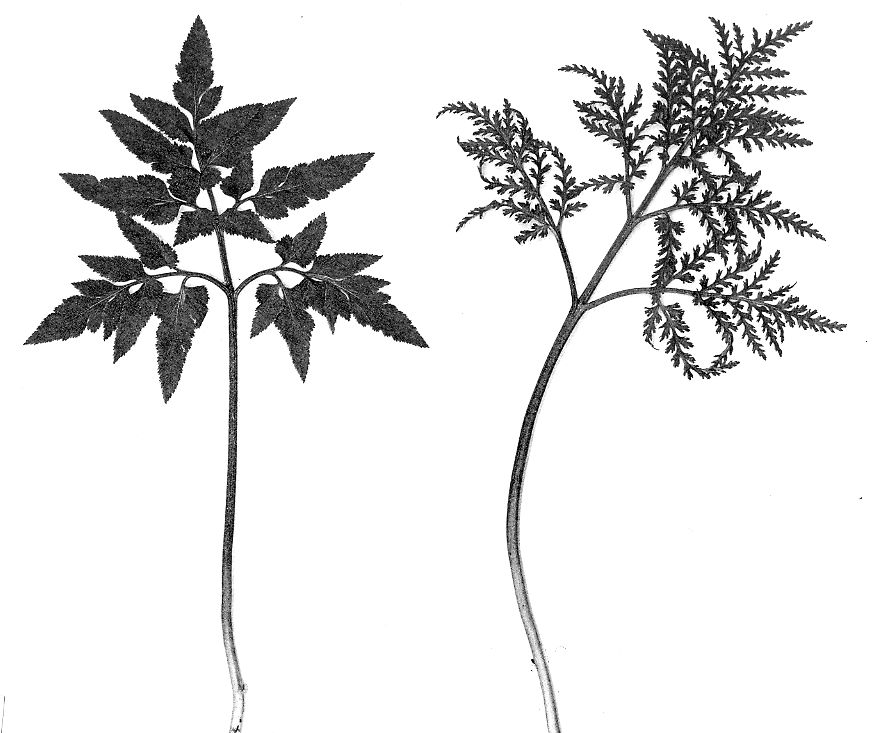
Sceptridium dissectum, frondes estéril (trofóforo) e esporulada (esporóforo).

Sceptridium é um género de plantas vasculares sem sementes (pteridófitos) da família Ophioglossaceae. O género é filogeneticamente muito próximo do género Botrychium, no qual é por vezes incluído como um subgénero.  É também estreitamente aparentado com o género Botrypus (que também é por vezes tratado como o subgénero Osmundopteris e incluído em Botrychium).

## Descrição
As espécies que integram o género Sceptridium são pequenas plantas terrestres, com raízes carnudas, que se reproduzem por esporos libertados para o ar e dispersos pelo vento (anemocóricas).
Cada planta pode consistir de dois componentes com um caule comum: (1) trofóforos em forma de folhas (frondes estéreis), inférteis; e (2) esporóforos férteis. Em contraste com Botrychium também existem plantas que só apresentam frondes inférteis.
Diferem de Botrychium por terem pelo menos algumas frondes estéreis (todas as frondes em Botrychium são portadoras de esporos) e por apresentarem frondes bi- ou tri-pinadas ( Botrychium  são mono-pinadas ou raramente bi-pinadas). Outra diferença em relação a Botrypus está na persistência da folhagem, pois são perenes, ou pelo menos parcialmente verdes no inverno (as espécies de Botrypus são todas caducifólias) e terem a parte não-portadora de esporos da fronde num pecíolo longo (pecíolo curto em Botrypus).

## Taxonomia
O género Sceptridium é considerado por alguns autores como pertencente ao género maior Botrychium, apesar das diferenças morfológicas marcantes. Nesse caso, o género é frequentemente tratado ao nível de subgénero e incluído num género Botrychium com circunscrição taxonómica alargada.
A análise filogenética da sequência de nucleotídeos dos genes rbcL e trnL-F mostrou que Sceptridium é de todos os géneros do agrupamento botrychioide aquele que está mais próximo de Botrychium.
O nome genérico Sceptridium deriva do termo grego: σκῆπτρον, skēptron ('ceptro'), derivado do aspecto geral da fronde esporófora, com o seu longo pecíolo e estrutura apical alargada.
O género Sceptridium inclui cerca de 35 espécies validamente descritas, entre as quais (com os seus sinónimos taxonómicos em Botrychium):
- Sceptridium dissectum (Spreng.) Lyon 1905 – [4]
= Botrychium dissectum Spreng. 1804
= Botrychium obliquum Muhl. 1810[5]
- Sceptridium jenmanii (Underw.) Lyon 1905 – 
= Botrychium jenmanii Underw. 1900
= Botrychium alabamense Maxon 1906[6]
- Sceptridium multifidum (S.G.Gmel.) Nishida ex Tagawa 1958 – [4]
= Osmunda multifida S.G. Gmel. 1768
= Botrychium silaifolium C.Presl 1825
= Botrychium multifidum (S.G. Gmel.) Rupr. 1859
= Botrychium coulteri Underw. 1898
= Botrychium californicum Underw. 1905[7]
- Sceptridium oneidense (Gilbert) Holub 1998 – [4] (northeastern North America)[8]
= Botrychium oneidense (Gilbert) House 1905[9]
- Sceptridium rugulosum (W.H.Wagner) Skoda & Holub 1996 – [4]
= Botrychium rugulosum W.H.Wagner 1982[10]
- Sceptridium subbifoliatum (Brack.) Lyon 1905 – [11]
= Botrychium subbifoliatum Brack. 1854[12]